# Егелн
Егелн (њем. Egeln) град је у њемачкој савезној држави Саксонија-Анхалт. Једно је од 21 општинског средишта округа Салцланд. Према процјени из 2010. у граду је живјело 3.829 становника. Посједује регионалну шифру (AGS) 15089075.

## Географски и демографски подаци
Егелн се налази у савезној држави Саксонија-Анхалт у округу Салцланд. Град се налази на надморској висини од 70 метара. Површина општине износи 29,1 km². У самом граду је, према процјени из 2010. године, живјело 3.829 становника. Просјечна густина становништва износи 131 становника/km².